# Station F

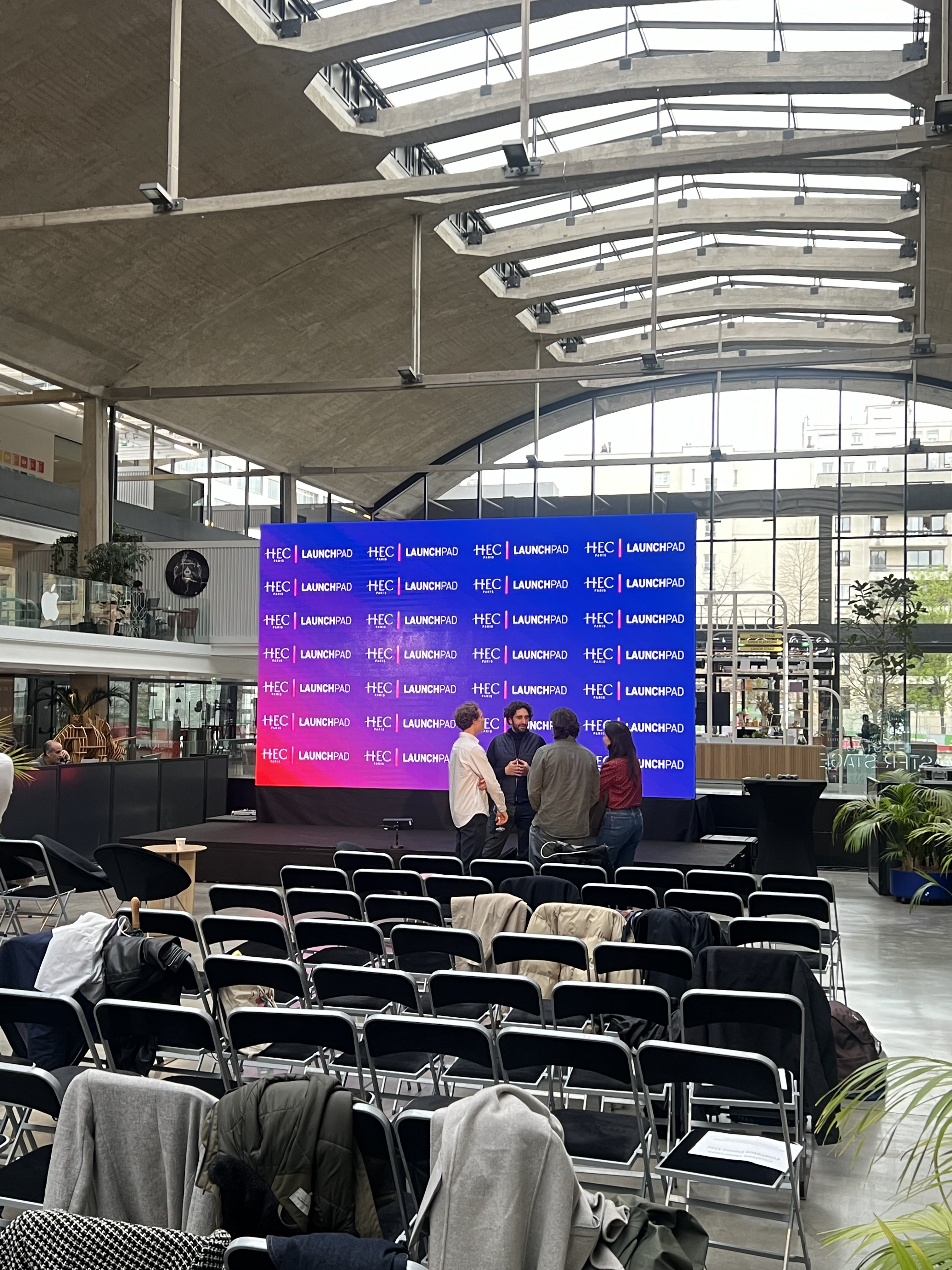
HEC Paris Startup Launchpad Demo Day 2024

Station F é um campus de startups, inaugurado em 29 de junho de 2017, distribuído por 34.000 metros quadrados e localizado no Halle Freyssinet, em Paris. Foi criado por Xavier Niel e é dirigido por Roxanne Varza. É o maior campus de startups do mundo.

## Campus
O campus da Station F ocupa 34.000 metros quadrados e abriga uma área inicial de mais de 3.000 estações de trabalho, um mercado, 26 programas internacionais de suporte e aceleração, espaços para eventos e vários locais para comer. O edifício possui espaços para reuniões, um restaurante, três bares e um auditório com 370 lugares. Na incubadora também estão presentes serviços essenciais para o funcionamento de startups: fundos de investimento, um Fab lab, impressoras 3D e serviços públicos.
O campus é parceiro de diversas escolas, como a HEC Paris, a melhor escola de negócios europeia.